# 面對面 (葉蒨文專輯)
《面對面》是葉蒨文第十一張個人專輯，第六張粵語專輯，於1989年7月14日由華納唱片發行。和林憶蓮的《野花》一樣，這張《面對面》在最初問世的日子，市場反應差強人意，但是隨著時間的推移，人們才發現，這又是一張製作精良整齊的唱片，只是推出的時機不對罷了。
一張七白金唱片《祝福》在1988年大紅大紫之後，葉蒨文已被入一線歌手行列，更獲選了傳媒評出的"十大人緣最佳明星"。為了鞏固葉蒨文的成績，華納的高層非常謹慎，經過縝密的籌備，在89年7月推出了新專輯《面對面》，曲風依舊延續了《祝福》以慢版為主的特色。唱片公司、樂評家和銷售商都認為這張唱片可聽性很高，又會掀起新的高潮。從唱片公司到葉蒨文本人都對這張唱片寄予了很高的期望。豈料唱片的問世剛好撞上了因要到美國讀書即將暫別歌壇的陳慧嫻，後者以強勁的人氣沖擊樂壇，一張告別性質的大碟《永遠是你的朋友》叫好又叫座。當中一首《千千闋歌》因為陳慧嫻的告別樂壇而顯得格外意味深長，加上詞曲本身也朗朗上口，隨即轟動港九，並得到廣泛的傳唱。而葉蒨文的《面對面》則恰恰屬於慢熱型唱片，初聽波瀾不驚，但時間越長越顯其品味。唱片封套選用純黑白照，質感十分高雅，碟內歌曲質量均衡，耐聽性很強。 《永遠是你的朋友》這股風潮無形中對打抒情牌的《面對面》造成了一定影響，市場反應並沒有預期的熱烈，不要說《祝福》，就連同期推出的精選《祝福經典十三首》也在銷量上超出了它一大截。面對這種狀況，傳媒又迅速"變臉"，認為葉蒨文的《祝福》獲得成功只是一次偶然而已。
最終，在《永遠是你的朋友》強勁犀利、咄咄逼人的氣勢面前，《面對面》僅僅只拿到一個排行榜的冠軍，其他幾個均無收穫，因此年底的各大頒獎禮也與葉蒨文Sally無緣， 《面對面》成為了葉蒨文Sally走紅以後的全盛時期唯一的一次"滑鐵盧"。

## 曲目
| 曲序     | 曲目         |          | 作曲                                                    | 编曲     | 备注                                                               | 时长  |
| -------- | ------------ | -------- | ------------------------------------------------------- | -------- | ------------------------------------------------------------------ | ----- |
| 1.       | 一生一次     | 潘源良   | Arthur Resnick Kenny Young                              | 袁卓繁   | 改編自The Drifters的 《Under The Boardwalk》                       | 4:00  |
| 2.       | 最愛是我家   | 潘偉源   | 鄭華娟                                                  | 鍾定一   | 第二主打 無線電視劇《愛情三角錯》粵語主題曲 改編自黃鶯鶯的《相愛》 | 3:34  |
| 3.       | 面對面       | 潘偉源   | 倪采                                                    | 鍾定一   | 第一主打 改編自比莉的《嫉妒背影》                                  | 4:37  |
| 4.       | 往昔夢境     | 許冠傑   | Richard Carpenter John Bettis                           | 鍾定一   | 改編自The Carpenters的《Those Good Old Dreams》                    | 4:30  |
| 5.       | 最後一吋     | 林振強   | Rosa Lee Hawkins Barbara Ann Hawkins Joan Marie Johnson | 唐奕聰   | 改編自The Dixie Cups的《Iko Iko》                                  | 2:47  |
| 6.       | 慢慢地更加好 | 林振強   | Michael Jackson                                         | 鍾定一   | 改編自Michael Jackson的《The Way You Make Me Feel》                | 4:41  |
| 7.       | 只愛一次     | 林夕     | Larry Henley Jeff Silbar                                | 袁卓繁   | 第四主打 改編自Roger Whittaker的《Wind Beneath My Wings》          | 4:35  |
| 8.       | 海闊天空     | 潘偉源   | 林敏怡                                                  | 唐奕聰   |                                                                    | 4:33  |
| 9.       | 從前到現在   | 潘偉源   | 吳大衛                                                  | 鍾定一   | 改編自比莉的《情深無尤》                                           | 4:42  |
| 10.      | 我只有知道   | 潘偉源   | Billy Joel                                              | 鍾定一   | 改編自Billy Joel的《This Night》                                   | 4:16  |
| 11.      | 命運我操縱   | 林振強   | 倫永亮                                                  | 倫永亮   | 第三主打 電影《說謊的女人》主題曲                                  | 4:48  |
| 12.      | 隨緣         | 黃霑     | 盧冠廷                                                  | 袁卓繁   | 電影《喋血雙雄》插曲                                               | 3:39  |
| 13.      | 淺醉一生     | 唐書琛   | 盧冠廷                                                  | 袁卓繁   | 電影《喋血雙雄》主題曲                                             | 3:10  |
| 总时长： | 总时长：     | 总时长： | 总时长：                                                | 总时长： | 总时长：                                                           | 53:51 |

## 音樂錄影帶
- 面對面
- 最愛是我家
- 命運我操縱
- 只愛一次

## 獎項
- 1989年度無線電視勁歌金曲第二季季選－得獎歌曲《面對面》